# Schmetterlingsblüte

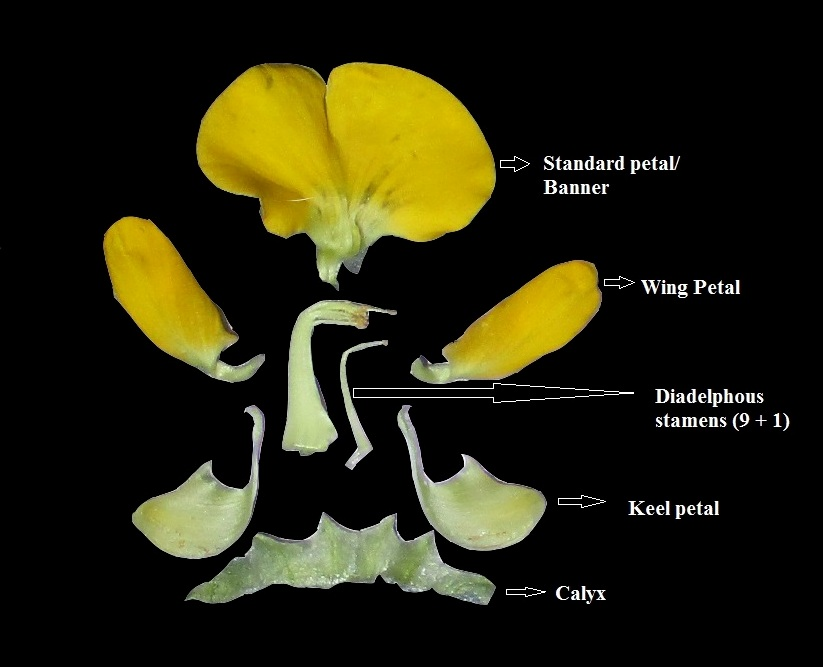
Aufbau einer typischen Schmetterlingsblüte; hier von Sesbanea bispinosa

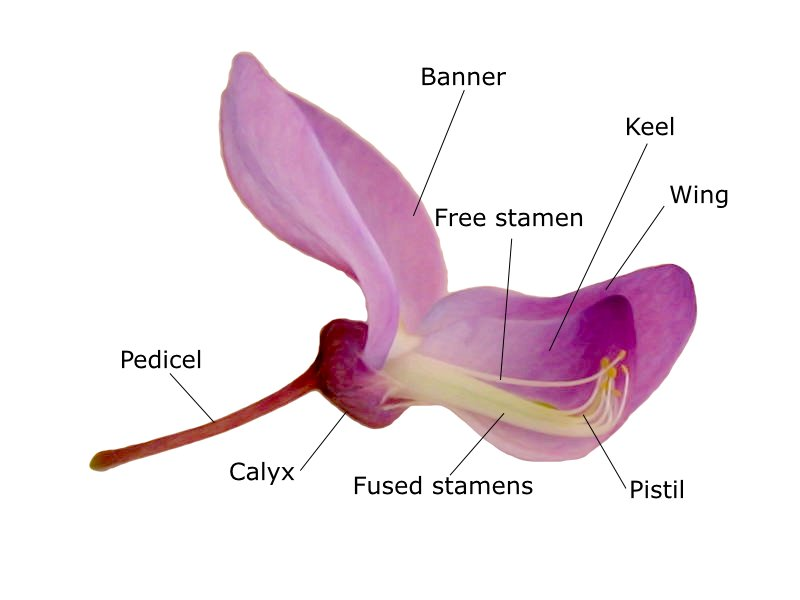
Typische Schmetterlingsblüte im Schnitt; hier von Wisteria sinensis

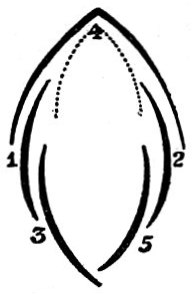
Vexilläre Knospendeckung
bei den typischen Schmetterlingsblüten

Die Schmetterlingsblüte ist die typische Blütenform der Schmetterlingsblütler, deren Blumen zu den Fahnenblumen zählen. Die Blüten sind in der Regel zwittrig, fünfzählig und zygomorph, und ihre fünf Kronblätter sind sehr unterschiedlich strukturiert. Sie sind nicht zu verwechseln mit Schmetterlingsblumen, die auf eine Bestäubung durch Schmetterlinge spezialisiert sind. Sehr ähnlich sind die Blüten bei der Gattung Eisenhut (Aconitum) aufgebaut. Die meisten Schmetterlingsblüten sind homogam oder schwach protandrisch. Auch ist meistens Nektar vorhanden.

## Merkmale
Die beiden unteren Kronblätter sind miteinander verwachsen oder zumindest miteinander verklebt und bilden eine gekielte, kahnähnliche, oft an der Spitze nach oben gebogene Wanne: das Schiffchen (Carina; lateinisch bedeutet das „Kiel“). In diesem Schiffchen liegen die Staubblätter und der Griffel. Die Staubblätter sind meist verwachsen und liegen im Schiffchen verborgen, wobei typischerweise eine diadelphische Anordnung vorliegt, es sind aber auch andere Formen möglich.
Das mittlere obere Kronblatt ist meist vergrößert und nach oben gebogen (im Bild der Duft-Platterbse etwas dunkler rötlich). Man nennt es Fahne (Vexillum).
Die beiden seitlichen Kronblätter sind von der Fahne überlappt und bilden links und rechts neben dem Schiffchen die sogenannten Flügel (Alae). Oft umhüllen sie das Schiffchen vollkommen. Flügel und Schiffchen sind häufig durch einen Falz verbunden und bieten so anfliegenden, blütenbesuchenden Insekten eine Landemöglichkeit. Flügel und Schiffchen sind oft so miteinander verzahnt, dass durch landende Bienen und Hummeln Staubgefäße und Griffel zur Bestäubung heraustreten.
Eine seltene Ausnahme sind die Blüten des protogynen Bastardindigos (Amorpha fruticosa), hier fehlen sowohl die Flügel als auch das Schiffchen und die Fahne ist eingerollt.
Bei den typischen Schmetterlingsblüten sind verschiedene Bestäubungsmechanismen möglich.
- Klappvorrichtung; hier tritt bei einem Besuch eines Bestäubers die Staub-, Fruchtblattsäule aus dem gelenkigen, nach unten klappenden Schiffchen hervor und berührt das Tier und kehrt dann wieder zurück.
- Explosionsvorrichtung; hier schnellen die im Schiffchen verklebten, verspannten Staub- und Fruchtblätter aus dem Schiffchen hervor und kehren nicht wieder zurück, können also nur einmal bestäubt werden.
- Pumpmechanismus (Nudelspritze); hier wird der Pollen vorgängig in die Spitze des Schiffchens entleert und dann portionenweise, durch die verdickten Staubfadenenden oder den Antheren, bei einem Insektenbesuch aus der Spitze hervorgepresst und auch auf die Narbe der Blüte befördert (sekundäre Pollenpräsentation).
- Bürsteneinrichtungen; hier wird der Pollen vorgängig an/auf eine unterhalb der Narbe liegende Griffelbürste („Pollen-Presenter“) entleert und dann beim Hochklappen des Schiffchens an die Insekten übertragen (sekundäre Pollenpräsentation).

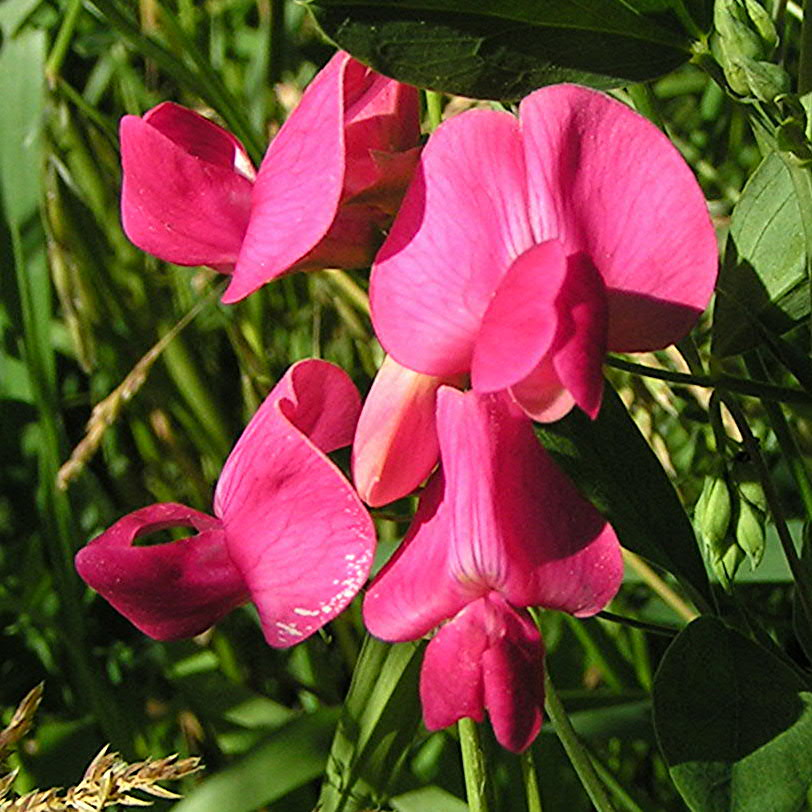
Blüten der Knollen-Platterbse. Bei den Blüten links von der Bildmitte ragt das Schiffchen nach links heraus.
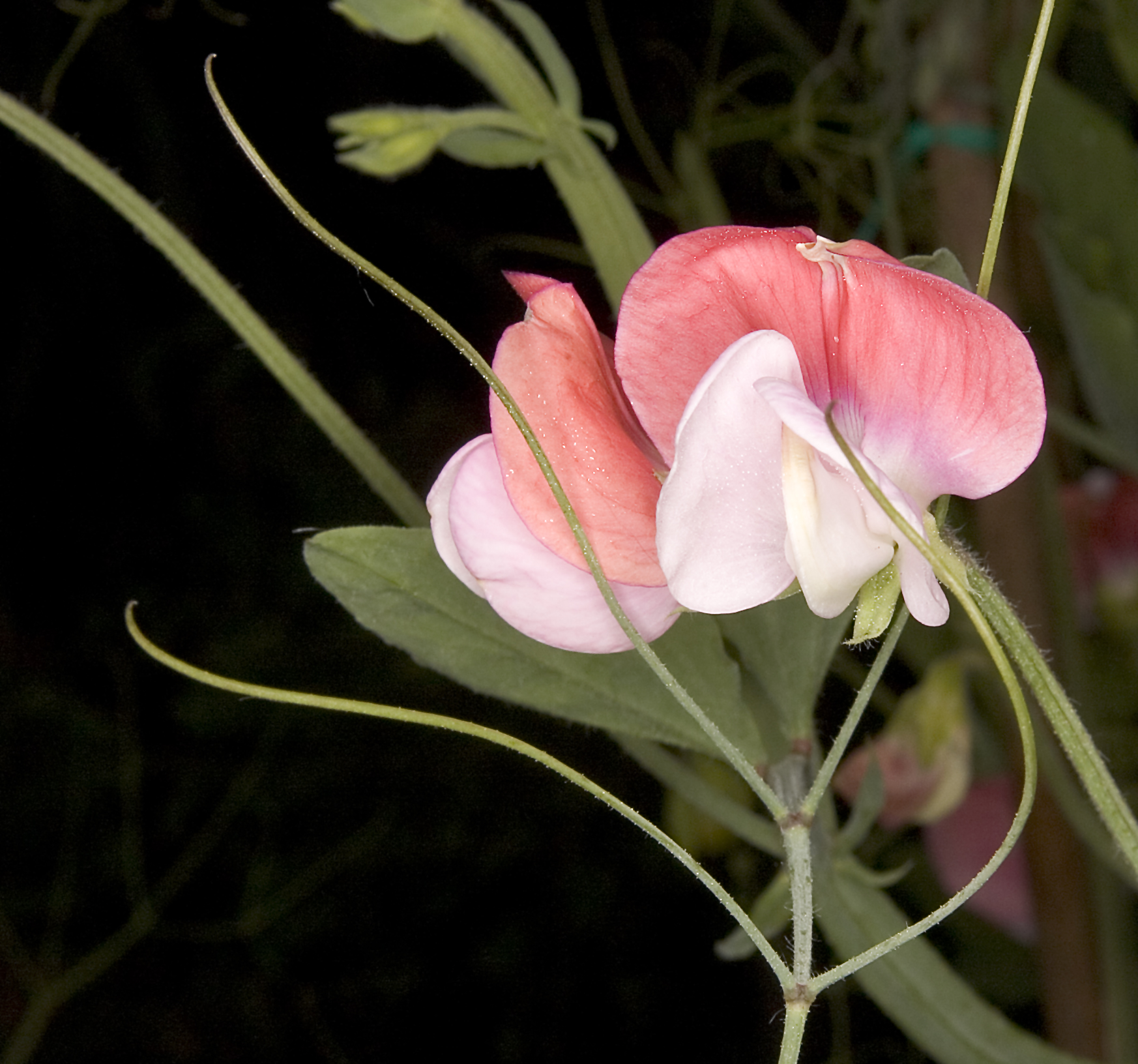
Duftende Platterbse (Lathyrus odoratus)
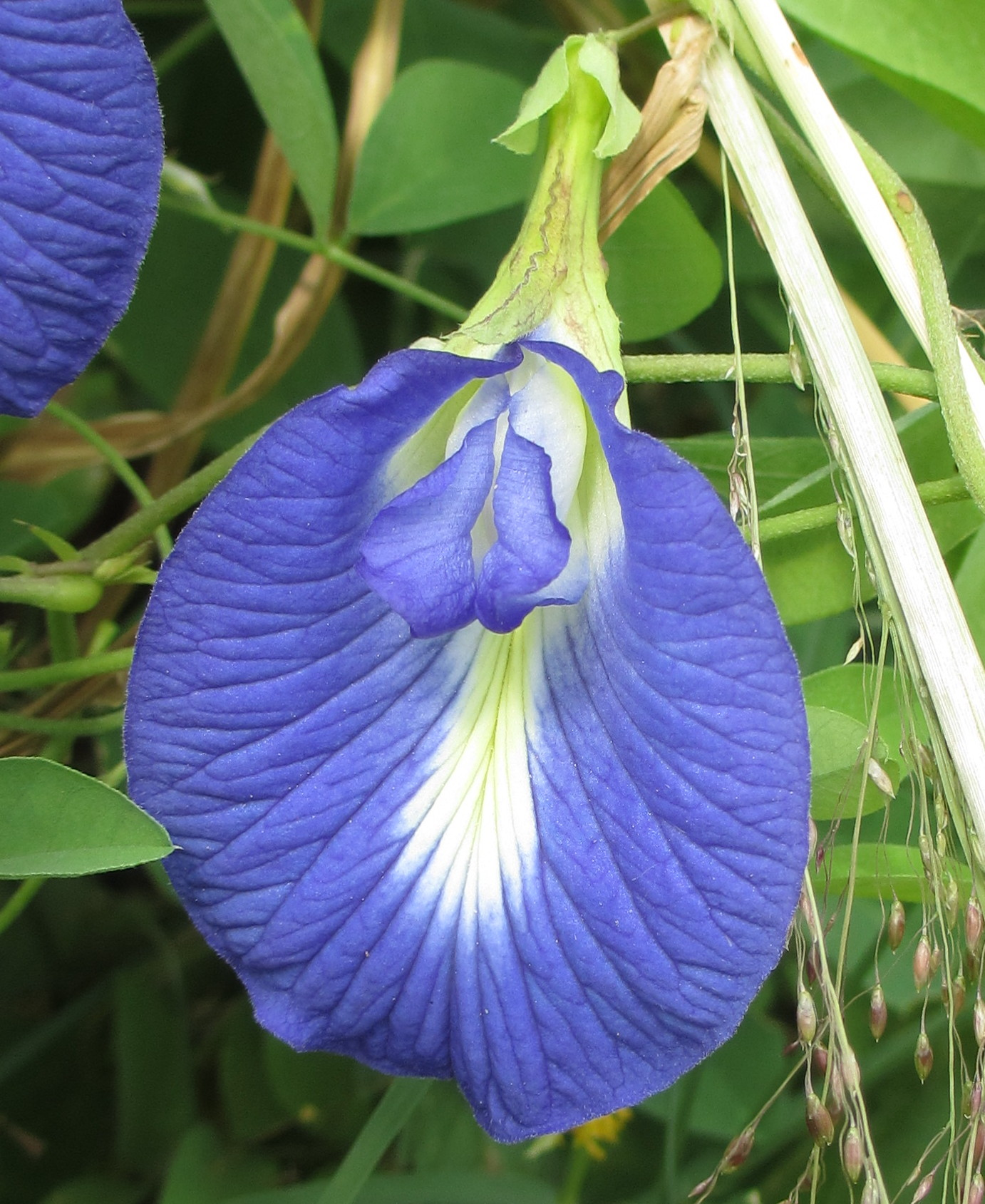
Resupinierte Blüte von Clitoria ternatea; hier ist die Fahne zuunterst
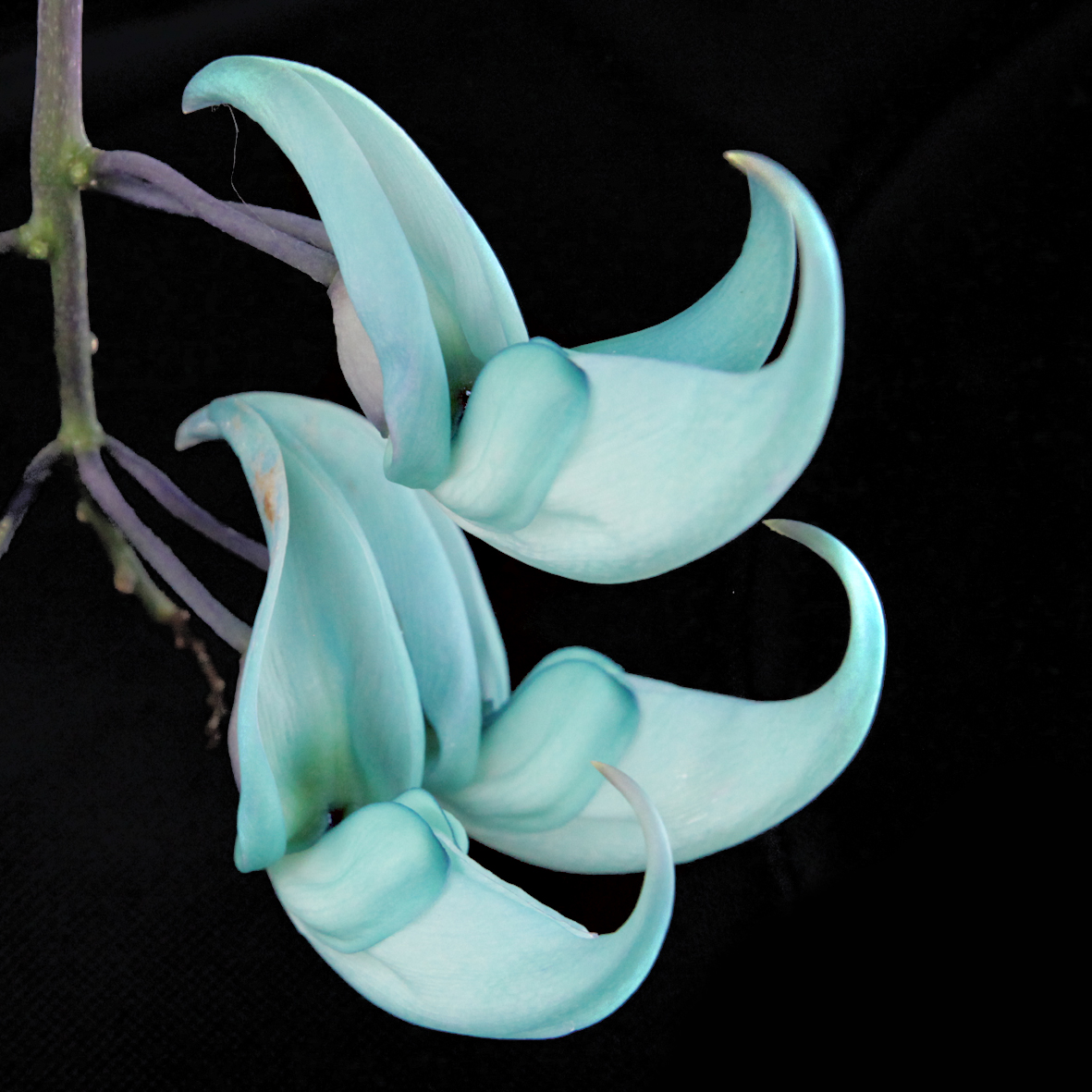
Große und ungewöhnlich gefärbte Blüte von Strongylodon macrobotrys

## Kreuzblumen
Kreuzblumengewächse (Familie der Polygalaceae) weisen eine ähnliche Blütengestalt mit Schiffchen, Flügel und Fahne auf. Allerdings werden die Flügel von zwei kronblattähnlichen Kelchblättern gebildet.